# Francis Ofili Adetokunbo
Francis Olowu Ofili Adetokunbo (auch: Antetokounmpo) (* 20. Oktober 1988 in Irele) ist ein nigerianischer Musiker, der unter dem Künstlernamen Ofili auftritt und derzeit in Athen lebt. Seine Musik ist inspiriert von den Klängen und Erfahrungen zeitgenössischer afrikanischer Beats in einer neuen griechischen Umgebung. In seinen Texten verwendet er Pidgin, Igbo und Yoruba.

## Leben
Ofili begann seine ersten Versuche mit Gesang, Songwriting und Aufnahmen im Jahr 2000 in Lagos.
Er kam 2018 nach Griechenland und wurde als Fußballer bei AE Sparti und Aittitos Sparton unter Vertrag genommen, gab die Sportkarriere aber bald zugunsten seiner Leidenschaft für die Musik auf. Francis ist der älteste der sogenannten „Antetokounbros“, Sohn von Veronica Antetokounmpo [Adetokunbo] und der Bruder der Basketballspieler Thanasis Antetokounmpo, Giannis Antetokounmpo, Kostas Antetokounmpo und Alexandros Antetokounmpo. „Ofili“ ist der Name seines Großvaters mütterlicherseits.
Im Juni 2022 veröffentlichte Disney+ eine über 110-minütige Filmbiografie über die Familie Antetokounmpo mit dem Titel Rise. Der Film zeichnet den familiären Hintergrund von Giannis Antetokounmpo und seinen Weg mit der Familie in die NBA nach. Der Film, eine erfundene Geschichte, die auf wahren Begebenheiten beruht, enthält mehrere Anspielungen auf Francis. Der Film enthält Ofilis Lieder Rise und Obago.
Ofilis musikalische Karriere begann mit der Single „Shekosi“, in der Darko Perić als Gaststar auftrat. Bald darauf folgten „Jump on it“ mit einer klaren Afrobeat-Melodie, „Obago“, „Paid“ (in Zusammenarbeit mit dem griechisch-ghanaischen Rapper Black Morris/Negros Tou Moria und Moose) und „Count on you“. Der Song „Like Giannis“ ist dem Erfolg seines Bruders als MVP gewidmet. Im Jahr 2021 erschien seine EP „Rise“ mit den Songs „Location“, „One Kiss“, „Jeje“, „Meant to Be“, „Calling“ und „Wetin Man Go Do“. Außerdem arbeitete er mit dem Institut für Neugriechische Studien der Universität München an einem Projekt namens „More than one Revolution“ zusammen.
Ofili war bei Universal Music unter Vertrag, wechselte aber 2021 zur neu gegründeten Skyvector Music.
Obwohl einige Quellen Ofili die griechische Staatsbürgerschaft zuschreiben ist dies nicht korrekt; er besitzt die nigerianische Staatsbürgerschaft.